# We've Got the World
We've Got the World är en låt framförd av den irländska sångaren Mickey Joe Harte. Låten var Irlands bidrag i Eurovision Song Contest 2003 i Riga i Lettland. Låten är skriven av Martin Brannigan och Keith Molloy.
Bidraget framfördes i finalen den 24 maj med startnummer 3, efter Österrike och före Turkiet, och slutade där på elfte plats med 53 poäng. 
Elfte platsen var Irlands bästa resultat sedan man kom sexa i tävlingen år 2000.